# After Curtis
After Curtis — мікстейп-компіляція американського репера 50 Cent, виданий для промоції його третього студійного альбому Curtis, що вийшов 11 вересня 2007 р.
Продюсер «Infrared»: Red Spyda. У 2005 біт використав для своєї пісні репер Guerilla Black. Гук «Infrared» узято з «Gunz for Sale» гурту G-Unit.

## Список пісень
1. «Ayo Technology (Timbaland Remix)» (з участю Justin Timberlake та Timbaland) — 4:20
2. «Follow My Lead» (з участю Robin Thicke) — 3:07
3. «Part Time Lover» — 4:07
4. «What Do You Got» (з участю Eminem) — 2:45
5. «Mama Africa (Remix)» (Akon з участю 50 Cent) — 3:33
6. «We on Some Shit» (у вик. G-Unit) — 3:33
7. «Don't Turn the Lights Off» (з участю Hod Rod) — 2:51
8. «Don't Want to Talk About It» — 2:08
9. «Smile (I'm Leavin')» — 4:29
10. «I Get Money (Remix)» (з участю Ludacris) — 3:43
11. «I Get Money (1,2,3 Remix)» (з участю P. Diddy та Jay-Z) — 4:29
12. «Southside» (з участю Tony Yayo та Lloyd Banks) — 3:45
13. «Straight 2 the Bank Pt. 2» (з участю Hod Rod) — 3:34
14. «WW III Freestyle» (з участю Tony Yayo, Young Buck, Lloyd Banks та Mobb Deep) — 3:25
15. «Queens» (з участю LL Cool J, Mobb Deep, Kool G Rap та Tony Yayo) — 3:26
16. «Billions» — 1:31
17. «I Got Hoes» (з участю Hod Rod) — 3:19
18. «Infrared» (з участю AB) — 5:19
19. «So Serious» — 2:21
20. «Coke Life» (у вик. G-Unit) — 3:12
21. «Ayo Tecnology» (з участю Justin Timberlake та Timbaland) — 3:58

## Чартові позиції
Реліз протримався 3 тижні у французькому топ-150, дебютувавши на 121-ій сходинці.
| Чарт (2007) | Найвища позиція |
| ----------- | --------------- |
| Франція     | 112             |